# Azyl P.
Azyl P. – polski zespół rockowy, założony w 1982 roku w Szydłowcu. Nagrał takie przeboje jak: „Chyba umieram”, „Och Lila” czy „Twoje życie”. Największy sukces komercyjny przyniósł grupie utwór „Mała Maggie”. W czasach największej popularności zespołu, występowali w nim: Andrzej Siewierski (śpiew, gitara), Dariusz Grudzień (gitara basowa), Marcin Grochowalski (perkusja) i Jacek Perkowski (gitara solowa). Nazwa zespołu jest skrótem do wyrażenia azyl polityczny i w zakamuflowany sposób nawiązywała do sytuacji politycznej w kraju w okresie stanu wojennego.

## Historia zespołu
Na scenie muzycznej Azyl P. zadebiutował w 1983 roku, otrzymał razem z zespołem Klaus Mitffoch drugą nagrodę na Ogólnopolskim Turnieju Młodych Talentów – kontynuacji Festiwalu Młodych Talentów (pierwszego miejsca wówczas nie przyznano). Skład zespołu tworzyli: gitarzysta i wokalista Andrzej Siewierski, gitarzysta Leszek Żelichowski, basista Darek Grudzień i perkusista Marcin Grochowalski. W ramach nagrody konkursu zespół wszedł do studia nagrań Tonpressu, gdzie zarejestrował utwory na pierwszego singla, na którym znalazły się dwa utwory: „Twoje Życie” i „Chyba umieram”. 
Jesienią 1983 roku zespół nagrał dwa kolejne utwory: „Och Lila” i „Kara Śmierci”. Ponadto wystąpił na Festiwalu Muzyki Rockowej – Rockowisko ’83. W tym samym roku Żelichowski opuścił zespół, a jego miejsce zajął Jacek Perkowski. W 1984 odbyły się kolejne festiwalowe występy zespołu, m.in. na Rock Arenie w Poznaniu, festiwalu w Jarocinie oraz wydarzeniu muzycznym Rock Nad Bałtykiem w Kołobrzegu. Efektem występów był wydany w 1985 pierwszy album koncertowy zespołu pt. Live. Rok później, w 1986 ukazał się album studyjny Nalot rozchodząc się w limitowanym nakładzie 1000 egzemplarzy, głównie wśród wiernych fanów zespołu. W tym samym roku zespół po raz pierwszy zawiesił działalność. W trakcie przerwy od koncertowania, w 1996 roku Andrzej Siewierski i Dariusz Grudzień pod szyldem Azyl P. zarejestrowali demo z niewydanym nigdy do tej pory materiałem. Wśród utworów zamieszczonych na kasecie MC znalazła się m.in. ballada „Jest jeszcze na Ciebie czas”.
28 grudnia 2001 Andrzej Siewierski i Dariusz Grudzień byli gośćmi programu Wideoteka dorosłego człowieka, gdzie zapowiedzieli powrót zespołu na rynek muzyczny. W czerwcu 2004 zespół podjął pierwszą próbę reaktywacji. Rok później, w 2005 do sieci trafiły nowe nagrania grupy – „Buty czerwone” i „Pod wiatr”. 28 grudnia 2007 roku Andrzej Siewierski popełnił samobójstwo, rzucając się pod koła pociągu. Po tym wydarzeniu zespół zawiesił działalność po raz drugi. W 2008 na płycie CD pośmiertnie ukazał się jedyny solowy album Andrzeja Siewierskiego pt. Samotny żagiel, w nagraniu którego brał również Dariusz Grudzień. Muzyka umieszczona na albumie różniła się od poczynań spod szyldu Azyl P. Umieszczono na nim głównie ballady.  
Od 2015 roku Azyl P. ponownie koncertuje. Tego samego roku, nowym wokalistą zespołu został Marcin Czyżewski, z którym nagrano akustyczne wersje utworów „Chyba umieram” i „Mała Maggie”. W 2017 roku zespół wydał drugi album koncertowy zatytułowany Azyl P. i Przyjaciele – Koncert w Trójce wzbogacony o premierowy studyjny utwór „Co ja wiem” z gościnnym udziałem Macieja Silskiego w roli wokalisty. W następnych latach zespół kontynuował współpracę z wokalistą, który obecnie jest stałym członkiem zespołu.
Po śmierci Andrzeja Siewierskiego, Dariusz Grudzień organizuje muzyczne wydarzenia poświęcone pamięci wokalisty. Wydarzenia nazwane Rock na Zamku odbywają się co roku w Szydłowcu, a z zespołem występują zaproszeni goście. Na Festiwalach poświęconych Siewierskiemu pojawiają się Marek Piekarczyk, Muniek Staszczyk, Krzysztof Jaryczewski, Juan Carlos Cano, Ania Rusowicz, Ania Brachaczek czy Titus z Acid Drinkers.

## Muzycy

### Obecni członkowie
- Dariusz Grudzień – gitara basowa (od 1982)
- Bartek Jończyk – gitara (od 2015)
- Maciej Silski – śpiew (od 2016)
- Bartłomiej Pawlus – perkusja, instrumenty perkusyjne (od 2024)

### Byli członkowie
- Andrzej Siewierski – śpiew, gitara (1982–2007, zmarł w 2007)
- Marcin Grochowalski – perkusja (1982–1986, 2015–2024)
- Leszek Żelichowski – gitara (1982–1984)
- Jacek Perkowski – gitara (1984–1986, 2015–2016)
- Jarosław Szlagowski – perkusja (1986)
- Marcin Czyżewski – śpiew, gitara akustyczna (2015–2016)

## Dyskografia

### Albumy studyjne
- Nalot – LP Klub Płytowy Razem 1986

### Albumy koncertowe
- Live – LP Klub Płytowy Razem 1985
- Azyl P. i przyjaciele – CD DG Polskie Radio 2017

### Albumy kompilacyjne
- Nasz jedyny świat – MC Digiton 1995
- Życie na topie 1983–1988 – CD Universal Music Polska 2005

### Wydania specjalne
- Nalot (+ bonusy) – CD DG Polskie Radio 2012

### Single
| Rok  | Tytuł                    | Pozycja na Liście |
| Rok  | Tytuł                    | LP3               |
| ---- | ------------------------ | ----------------- |
| 1983 | Chyba umieram            | 6                 |
| 1983 | Twoje życie              | –                 |
| 1984 | Och, Lila                | 3                 |
| 1984 | Mała Maggie              | 2                 |
| 1984 | Kara śmierci             | 10                |
| 1985 | I znowu koncert          | 29                |
| 1986 | Nic więcej mi nie trzeba | 31                |
| 1986 | Och! Alleluja!           | –                 |
| 1986 | Nasz jedyny świat        | –                 |
| 2005 | Buty Czerwone            | –                 |
| 2005 | Pod wiatr                | –                 |
| 2014 | Jedynie Rock             | –                 |
| 2017 | Co ja wiem               | –                 |